# Elizabeth von Arnim
Elizabeth von Arnim   (Sydney, 31 d'agost de 1866 - Charleston, 9 de febrer de 1941) nascuda Mary Annette Beauchamp, va ser una novel·lista britànica nascuda a Austràlia. Es va casar amb un aristòcrata alemany i les seves obres més conegudes estan ambientades a Alemanya. Després de la mort del seu primer marit, va tenir una aventura de tres anys amb l'escriptor HG Wells, i després es va casar amb Frank Russell, germà gran de l'escriptor i filòsof, guanyador del premi Nobel, Bertrand Russell. Era cosina de l'escriptora d'origen neozelandès Katherine Mansfield. El seu primer matrimoni la va convertir en comtessa von Arnim-Schlagenthin i el seu segon en Elizabeth Russell, comtessa Russell. Tot i que se la va conèixer en un principi com a Mary, la publicació del seu primer llibre la va presentar als lectors com Elizabeth i, finalment, també ho va ser pels seus amics i, fins i tot, en la seva família. Ara se la coneix invariablement com Elizabeth von Arnim. Va utilitzar el nom de ploma Alice Cholmondeley només per a la novel·la Christine, publicada el 1917.

## Biografia
Va néixer a la casa de vacances de la seva família a Kirribilli Point a Sydney (Austràlia) de la mà de Henry Herron Beauchamp (1825–1907), un ric comerciant de transport marítim, i d'Elizabeth (sobrenomenada Louey) Weiss Lassetter (1836–1919). La seva família la va anomenar May. Tenia quatre germans i una germana. Una de les seves cosines era la neozelandesa Kathleen Beauchamp, que va escriure sota el nom de Katherine Mansfield. Quan tenia tres anys, la família es va traslladar a Anglaterra, on vivia a Londres, però també va passar diversos anys a Suïssa.
Von Arnim era la cosina germana del pare de Mansfield, Harold Beauchamp, convertint-la en cosina tieta de Mansfield. Tot i que Elizabeth tenia 22 anys més gran, ella i Mansfield van correspondre més tard, es van revisar les obres i es van apropar. Mansfield, malalta de tuberculosi, va viure a la regió de Montana a Suïssa (ara Crans-Montana) des de maig de 1921 fins a gener de 1922, llogant el Chalet des Sapins amb el seu marit John Middleton Murry des de juny de 1921. La casa només era a mitja hora de distància del Chalet Soleil de von Arnim a Randogne. Von Arnim visitava sovint la seva neboda cosina durant aquest període. Es van entendre bé, tot i que Mansfield considerava que el molt més ric Von Arnim era condescendent. Mansfield va satiritzar Von Arnim com el personatge Rosemary en un relat curt, "Una tassa de te", que va escriure mentre estava a Suïssa.
Va estudiar al Royal College of Music, principalment aprenent l'orgue.

## Obra
- Elizabeth and Her German Garden (1898)
- The Solitary Summer (1899)
- The April Baby's Book of Tunes (1900) (Il·lustrat per Kate Greenaway)
- The Benefactress (1901)
- The Ordeal of Elizabeth (1901; esborrany d'una novel·la, publicat pòstumament)
- The Adventures of Elizabeth in Rugen (1904)
- Princess Priscilla's Fortnight (1905)
- Fräulein Schmidt and Mr Anstruther (1907)
- The Caravaners (1909)
- The Pastor's Wife (1914)
- Christine (1917) (escrit sota el pseudònim d'Alice Cholmondeley)
- Christopher and Columbus (1919)
- In the Mountains (1920)
- Vera (1921)
- Un abril prodigiós (1922)
- Love (1925)
- Introduction to Sally (1926)
- Expiation (1929)
- Father (1931)
- The Jasmine Farm (1934)
- All the Dogs of My Life (autobiografia, 1936)
- Mr. Skeffington (1940)